# Fecenia travancoria
Fecenia travancoria är en spindelart som beskrevs av Pocock 1899. Fecenia travancoria ingår i släktet Fecenia och familjen Psechridae. Inga underarter finns listade i Catalogue of Life.